# مارتینیه‌تکیه کیاک
مارتینیه‌تکیه کیاک (انگلیسی: Martijntje Quik; ۲۴ اکتبر ۱۹۷۳ – ) اهل پادشاهی هلند بود.
وی در مسابقات کشوری و بین‌المللی در مجموع برندهٔ ۱ مدال نقره شده‌است.